# نگون‌سار
نگون‌سار، پَنْجهٔ مَرْیَم، بخور مریم یا سیکلامن نام یک سرده از گیاهان است. این سرده دارای ۲۳ گونه می‌باشد. این گیاه را از گیاهان بومی منطقهٔ قفقاز و مدیترانه دانسته‌اند. در ایران بیشتر در نواحی کوهستانی شمال کشور مانند گرگان، گیلان، مازندران، و نواحی غرب مانند آذربایجان و کردستان می‌روید.
نگونسار گیاهی است علفی از خانوادهٔ پامچالیان (پریمولاسه). این گیاه ساقه‌ای غده‌ای و زیرزمینی و برگ‌هایی پهن و قلبی شکل یا کنارهٔ دندانه‌دار به رنگ‌های سبز روشن یا نقره‌ای، و گل‌هایی به رنگ‌های سفید، بنفش مایل به ارغوانی تیره یا صورتی و قرمز و سرنگون در میان برگ‌ها دارد. یکی از انواع مشهور آن نگون‌سار ایرانی است.
نیای نخستین نگون‌سارها از کوه‌های ایران قدیم منشأ گرفته‌اند که شامل ایران امروز، میان‌رودان، سوریه، مصر، بخش‌هایی از آسیای کوچک و هند بوده‌است. نگون‌سارها در سرتاسر منطقه مدیترانه رشد می‌کنند، از جمله در مناطق حاشیه ای شامل ساحل جنوب غربی دریاچه خزر در شمال ایران و مکانی در سومالی در شاخ آفریقا. نگون‌سار وحشی ایرانی به دلیل گل‌های ظریف آن بسیار محبوب است و گلبرگ‌های آن از سفید خالص تا صورتی تغییر نموده و بوی مطبوعی دارد. در بین گیاهان آلی، سرده نگون‌سار به دلیل تولید برخی ترکیبات آلی در بخش‌های زیرزمینی و هوایی توجه خاصی را به خود اختصاص داده‌است. بسیاری از گونه‌های نگون‌سار به‌طور گسترده در طب سنتی برای درمان بواسیر و پوست‌آماس و دفع کرم‌های مجرای گوارشی به کار رفته‌اند.

## نام‌گذاری
در سبب نام‌گذاری این گیاه و انتساب آن به مریم گفته‌اند که چون در بیابان حضرت مریم را درد زایمان گرفت، در زیر درخت خرمایی گیاه خودرویی را چنگ زد و در پنجهٔ خود گرفت و فشرد تا حضرت عیسی را به دنیا آورد. از آن‌رو، این گیاه به نام او شهرت یافته‌است. در فرهنگ پزشکی اسلامی و فرهنگ و ادب فارسی گیاهانی چند از نوع سیکلامِن به پنجهٔ مریم یا شجرهٔ مریم معروف‌اند. آن را چنگ مریم هم نامیده‌اند. در متون دارو پزشکی اسلامی کهن گیاهانی مانند بَنْجَنْگُشْت [= پنج انگشت، صورت عربی آن فنجنکشت و بنجنکشت]، شجرهٔ مریم، کَفّ مریم[دست مریم]، کَفّ العَذراء (دست دوشیزه، کنایه از مریم عذرا یا مریم باکره)، کف عائشه، کف الکلب، کف الاسد، کف السَبُع و… را نیز به گیاه بخور مریم اطلاق کرده‌اند. در فارسی به نگون‌سار هم معروف است.

## نگهداری
نگون‌سارها جابجایی را دوست ندارند و از نظر زمان گل دادن، دارای انواع بهاره و پاییزی هستند.
نگون‌سارها نیازمند به نورغیرمستقیم، جریان هوا، گلدان و خاک مناسب اند. برای گلدهی هر سه ماه یکبار در فصل رشد کود مخصوص گلدهی با دوز مناسب اقدام کنید.

## در فرهنگ مردم
در میان مردم برخی سرزمین‌های مسلمان‌نشین، همچون دورهٔ باستان با توجه به آنکه پنجهٔ دست همچون عامل دفاعی در برابر چشم‌زخم به کار می‌رفته، ارزش جادویی داشته‌است. یکی از روش‌های کارآمد برای دفاع در برابر چشم‌بد میان مردم، به ویژه میان مردم آفریقای شمالی و برخی بخش‌های خاورمیانه، دراز کردن دست راست با پنجه‌های گشوده به سوی کسی است که احتمال می‌رود آسیبی از نگاهش برسد.

## زمستان و بهار

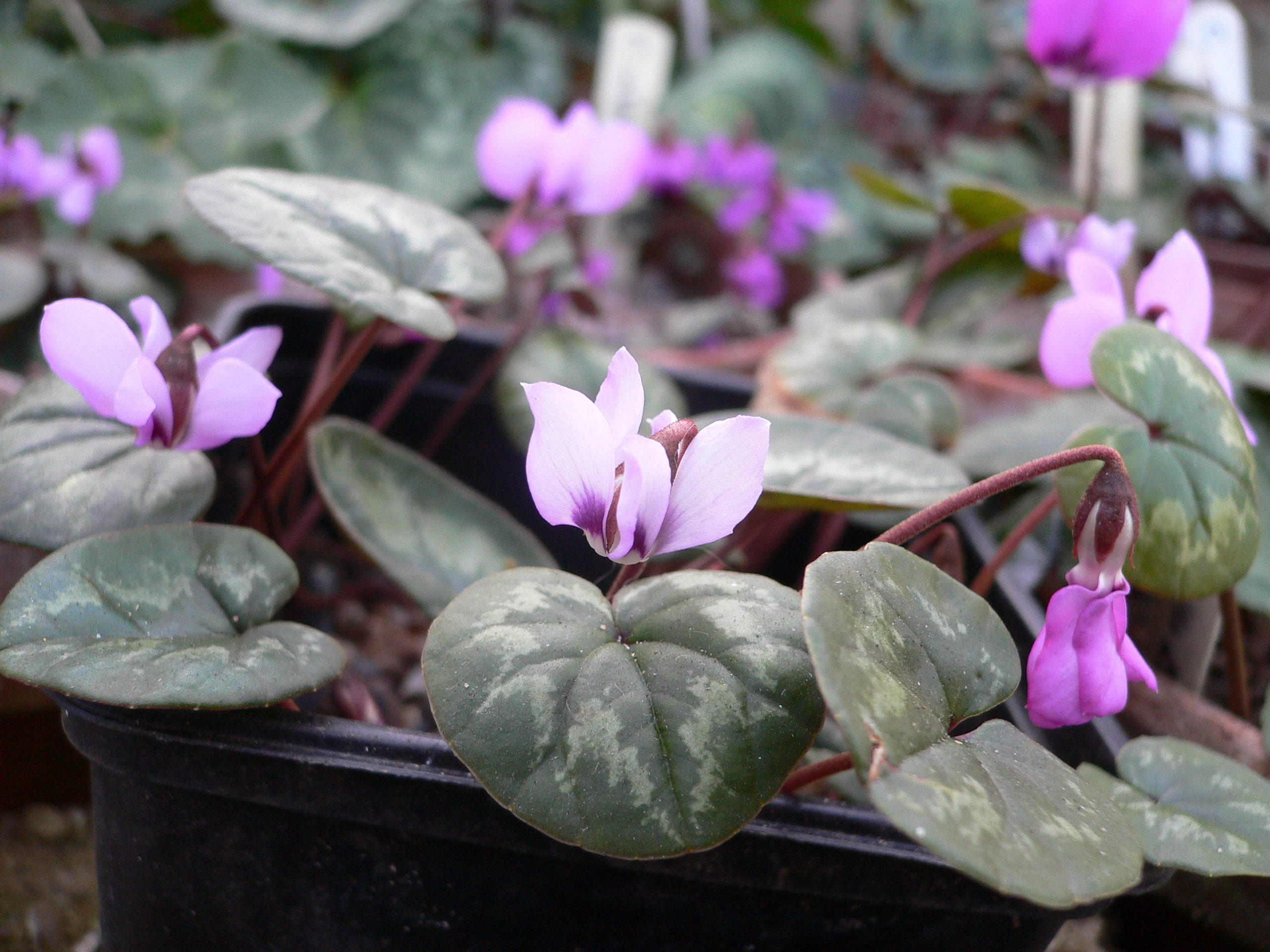
Cyclamen abchasicum
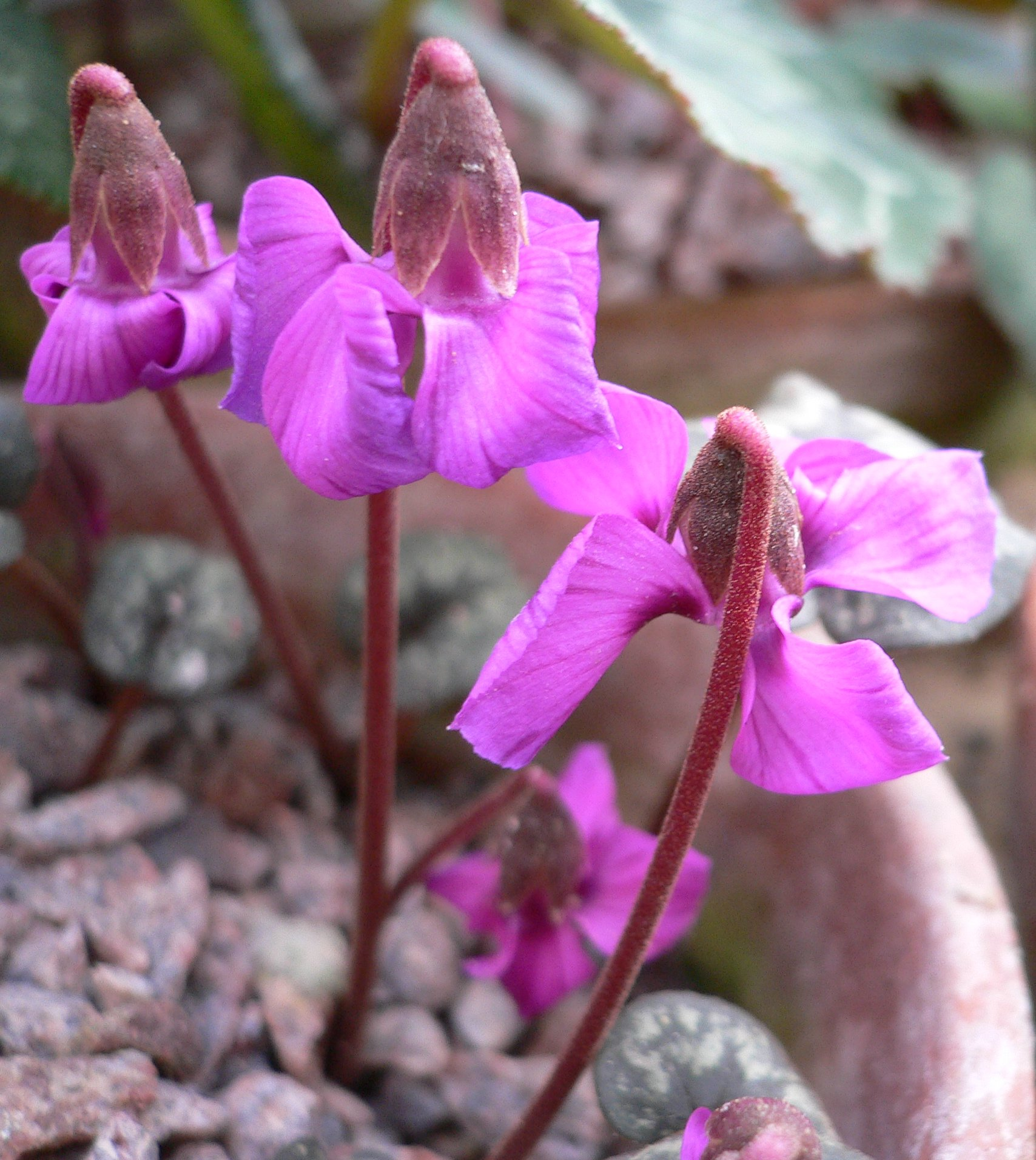
Cyclamen alpinum
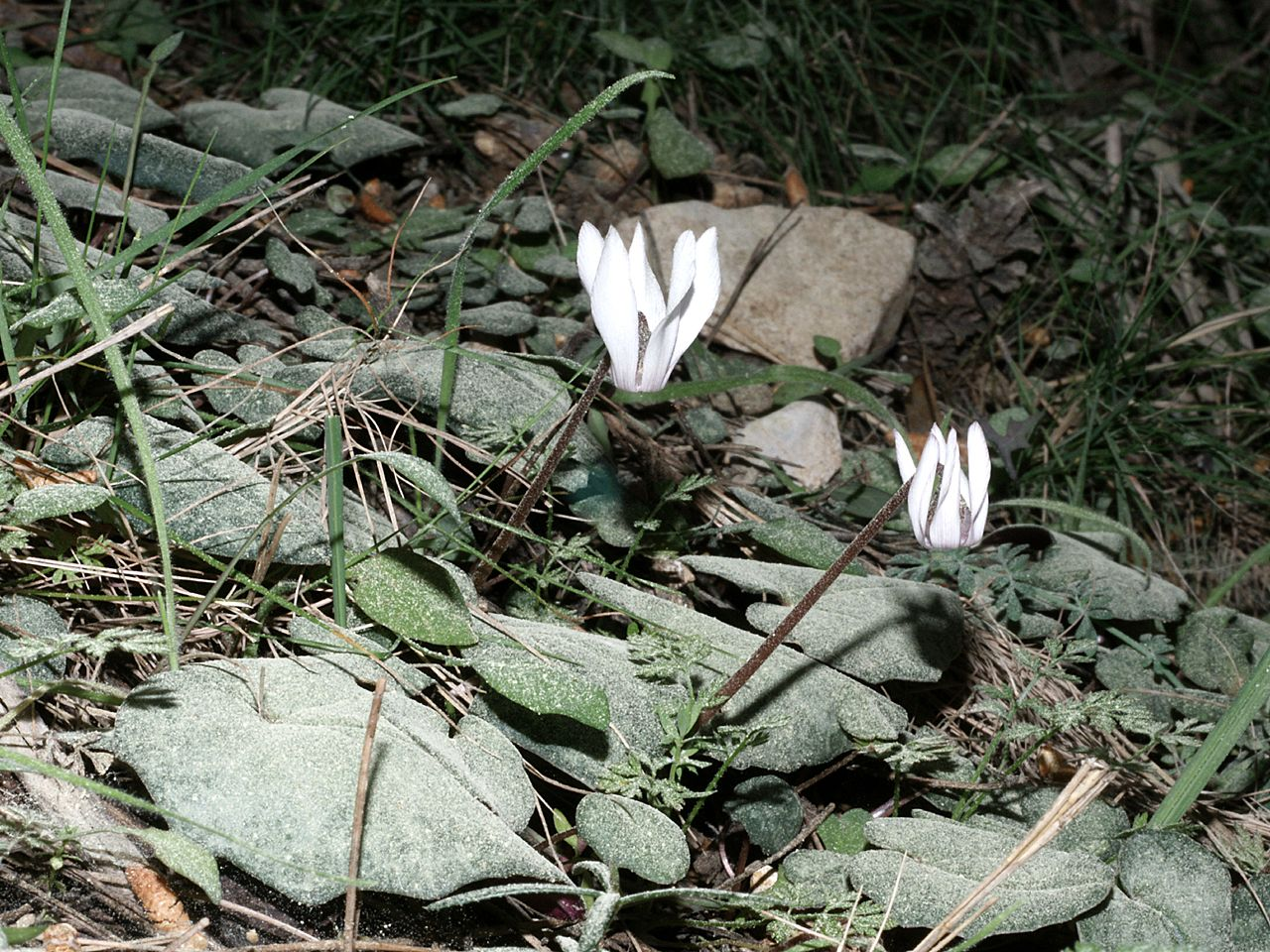
Cyclamen balearicum
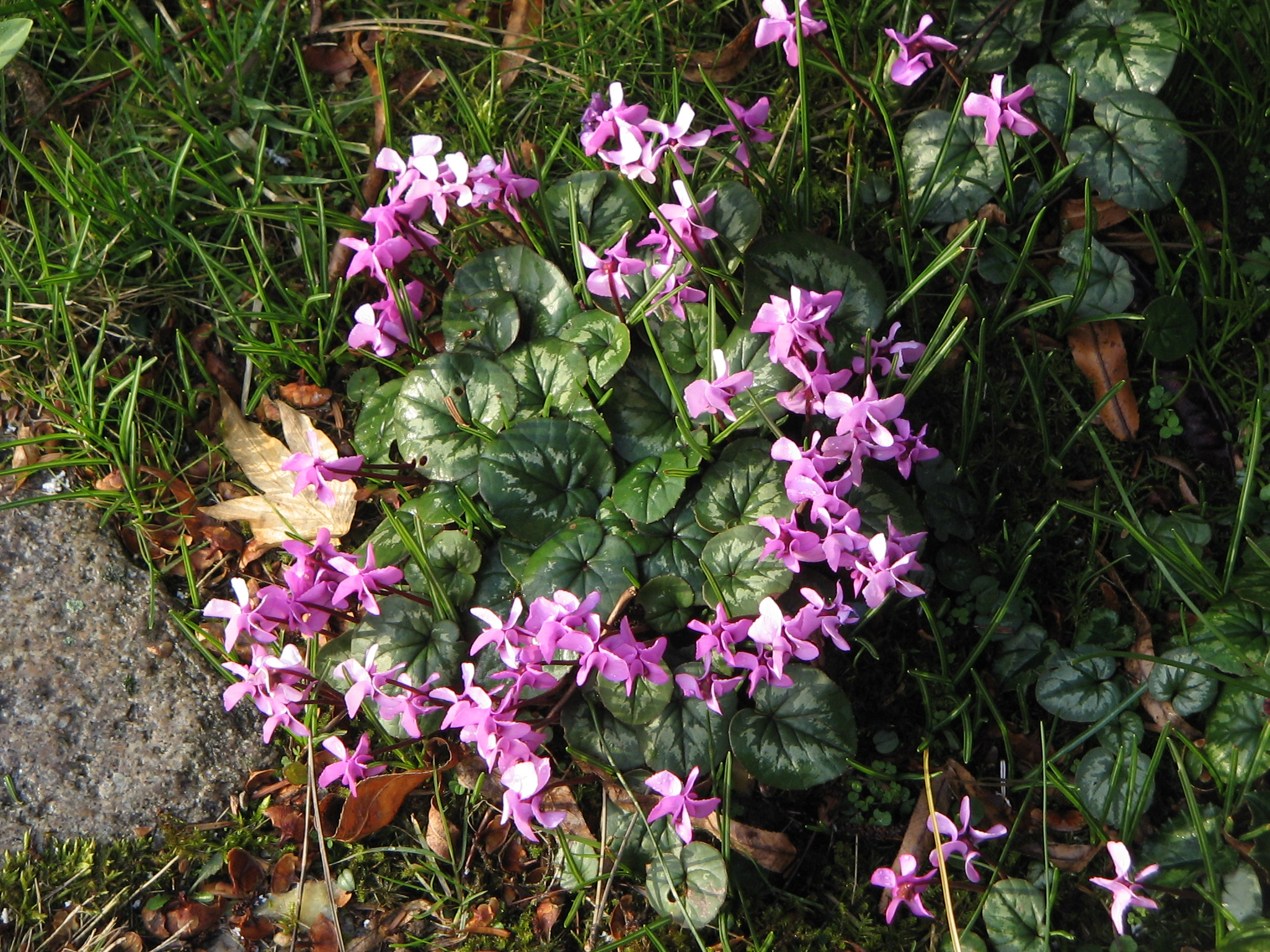
نگون‌سار برگ گرد جنگلی
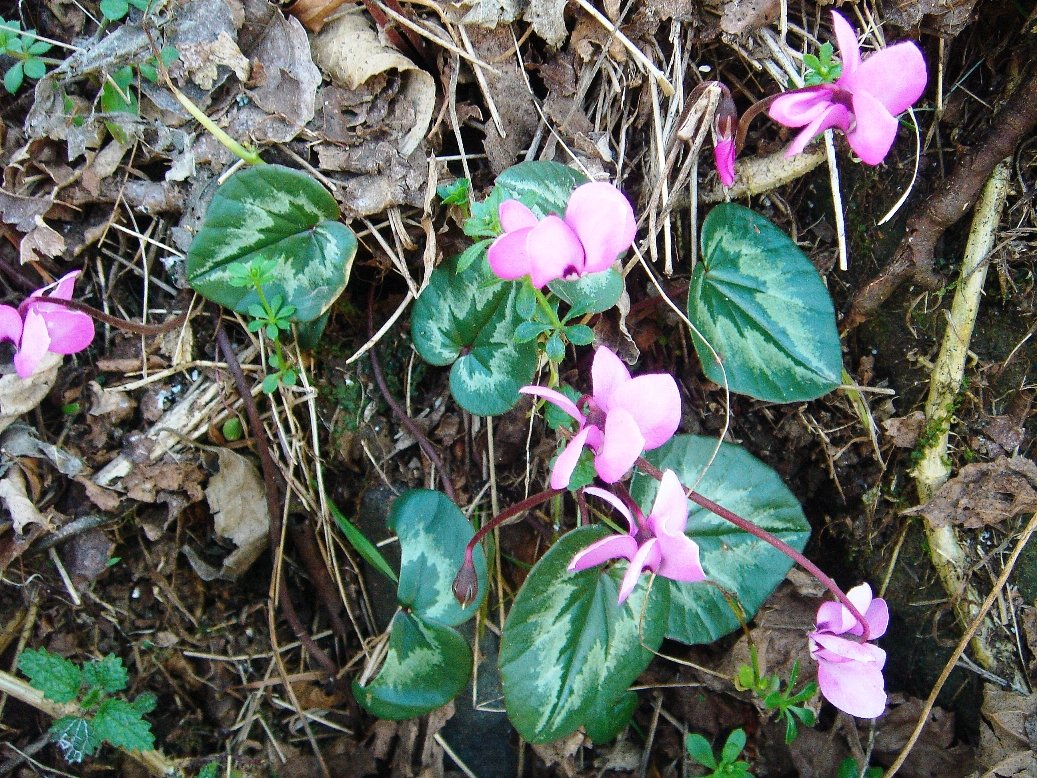
نگون‌سار برگ گرد جنگلی subsp. caucasicum
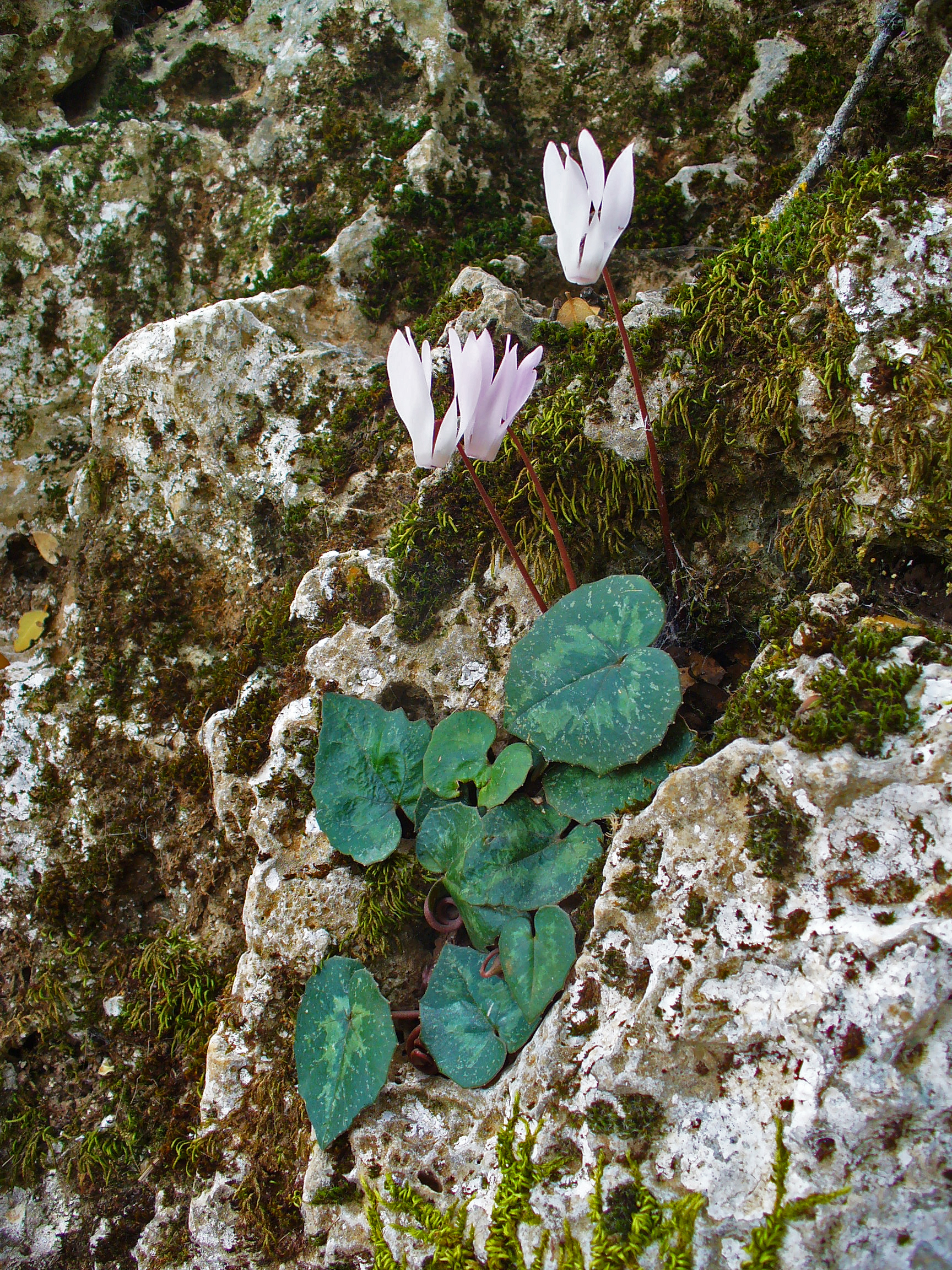
Cyclamen creticum
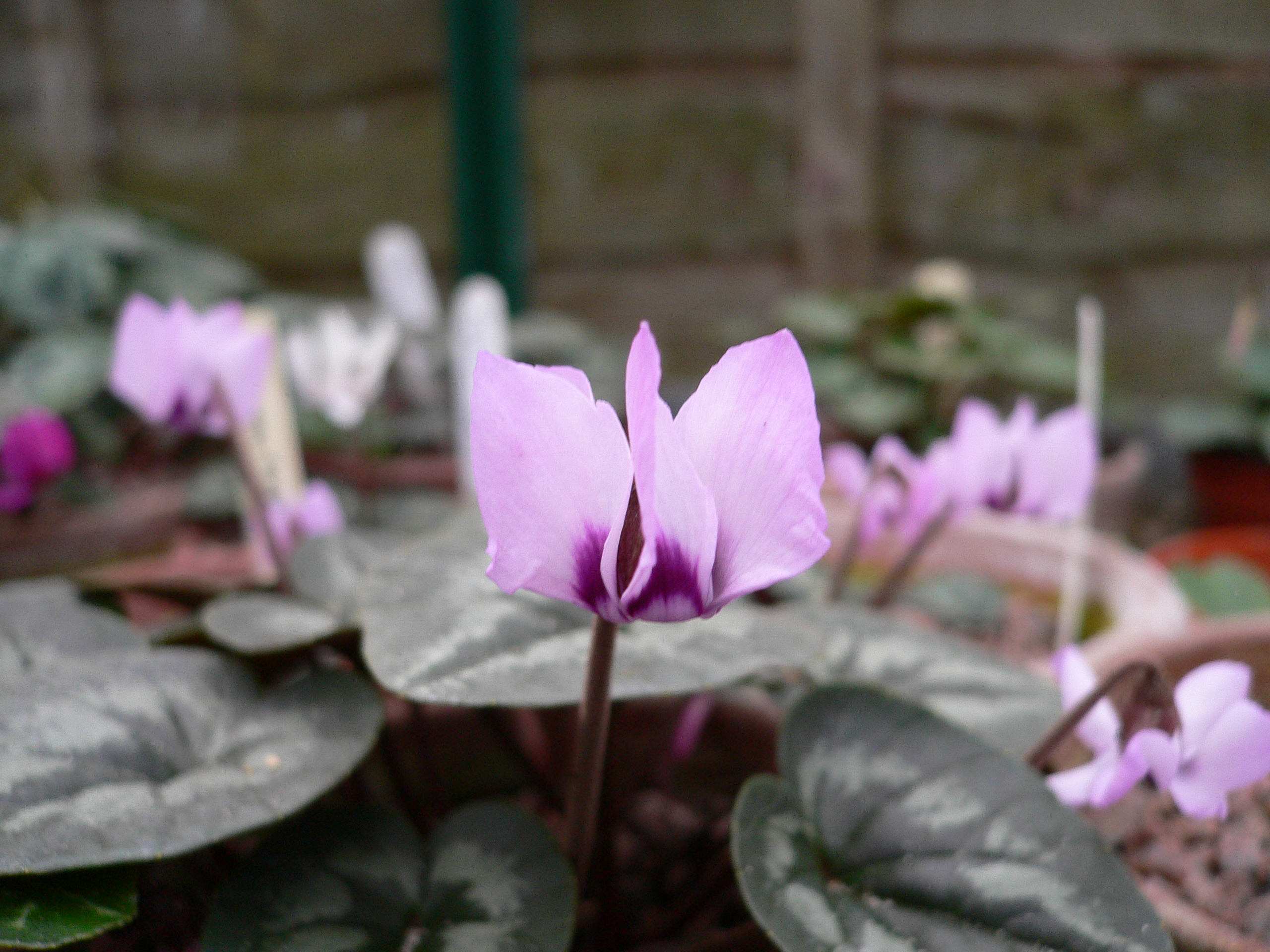
Cyclamen elegans
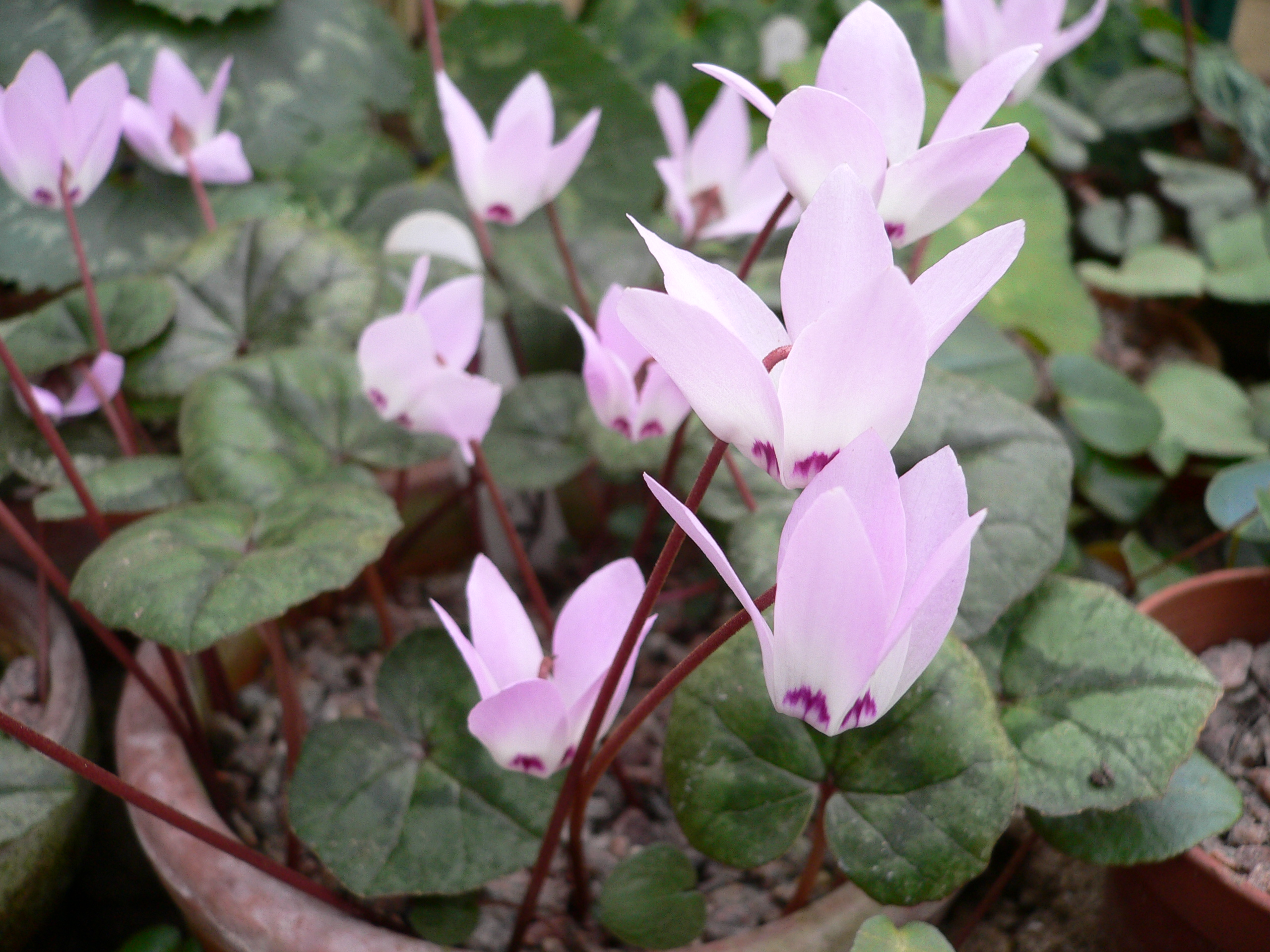
Cyclamen libanoticum
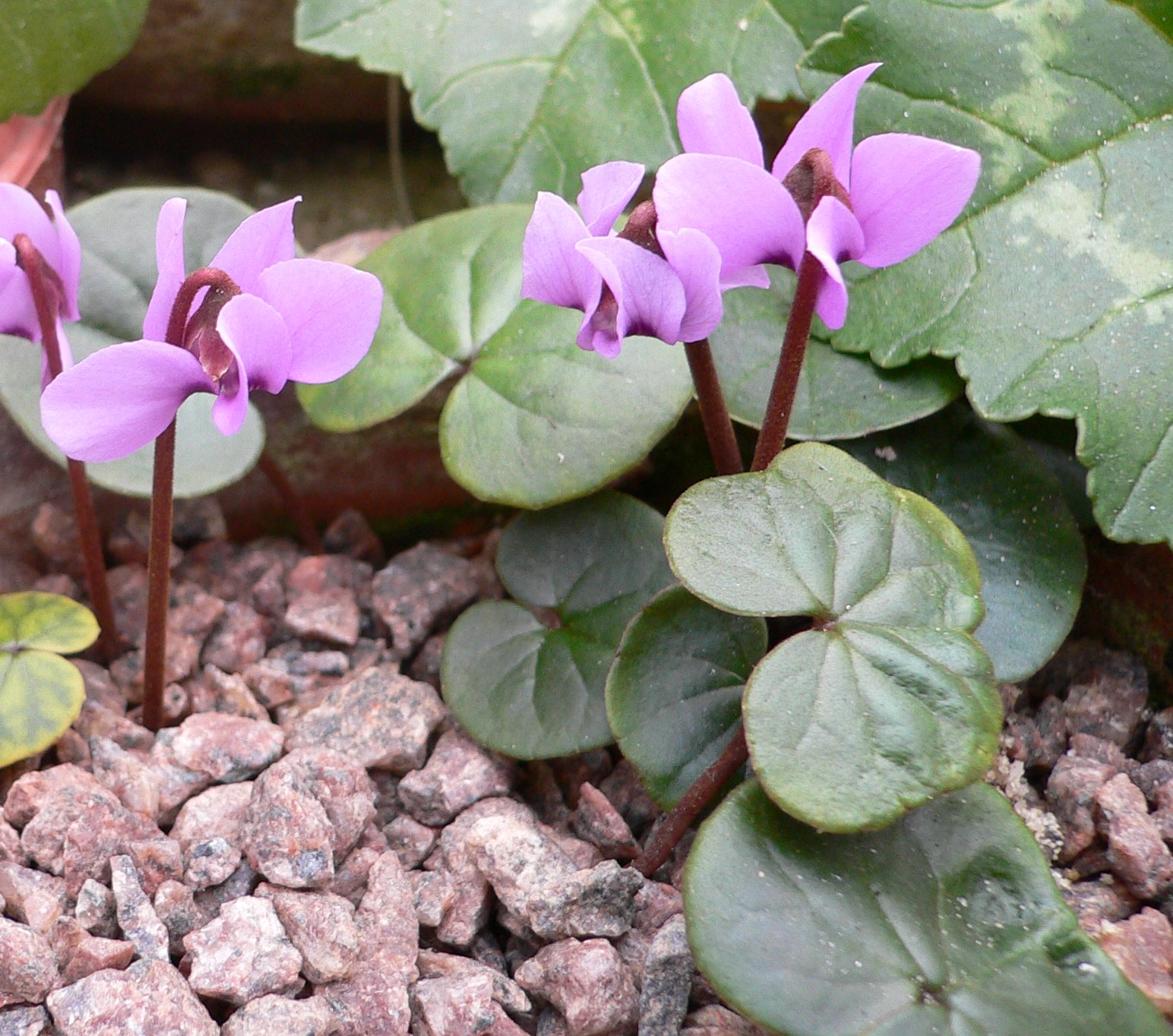
Cyclamen parviflorum
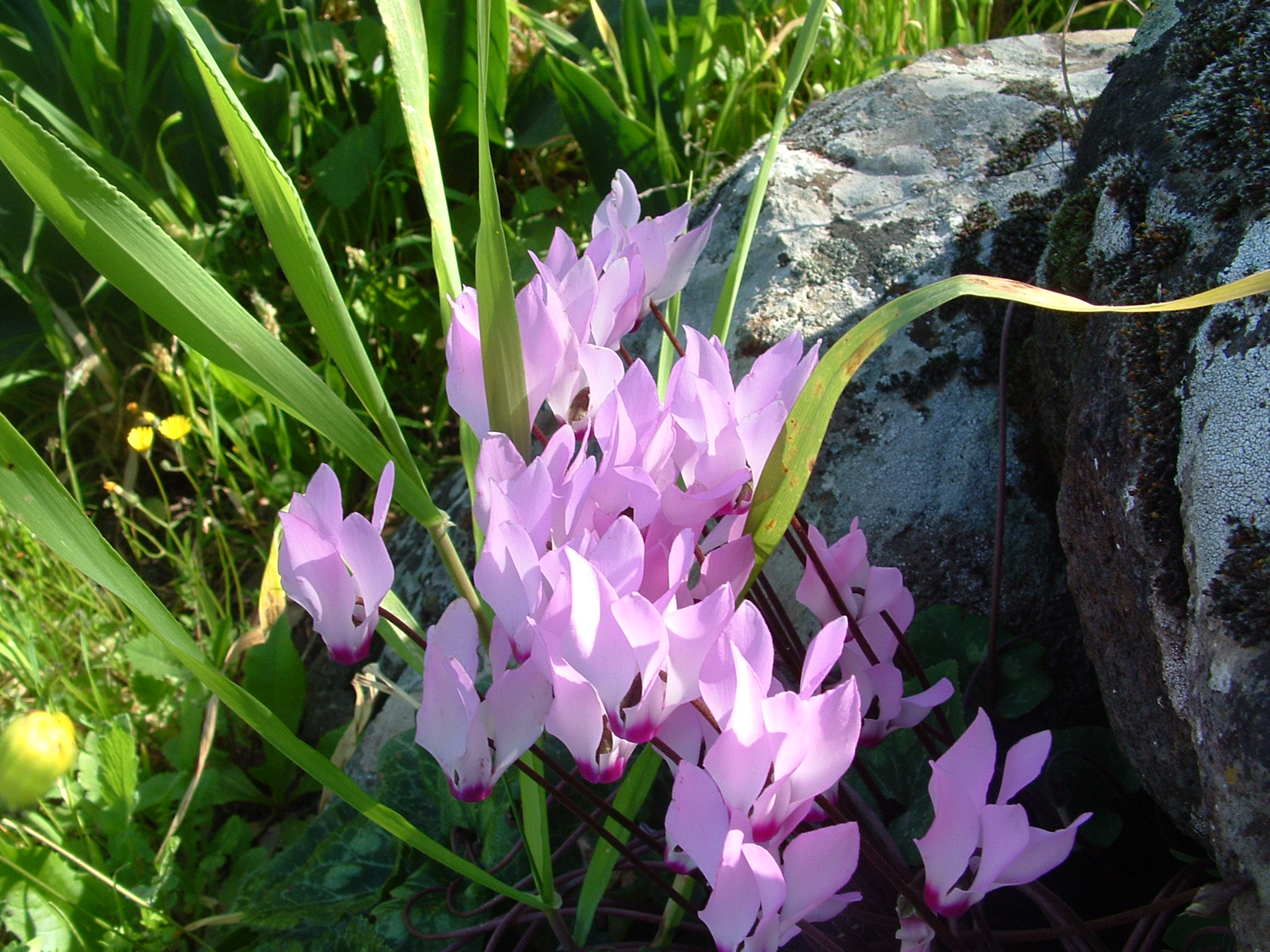
نگون‌سار ایرانی
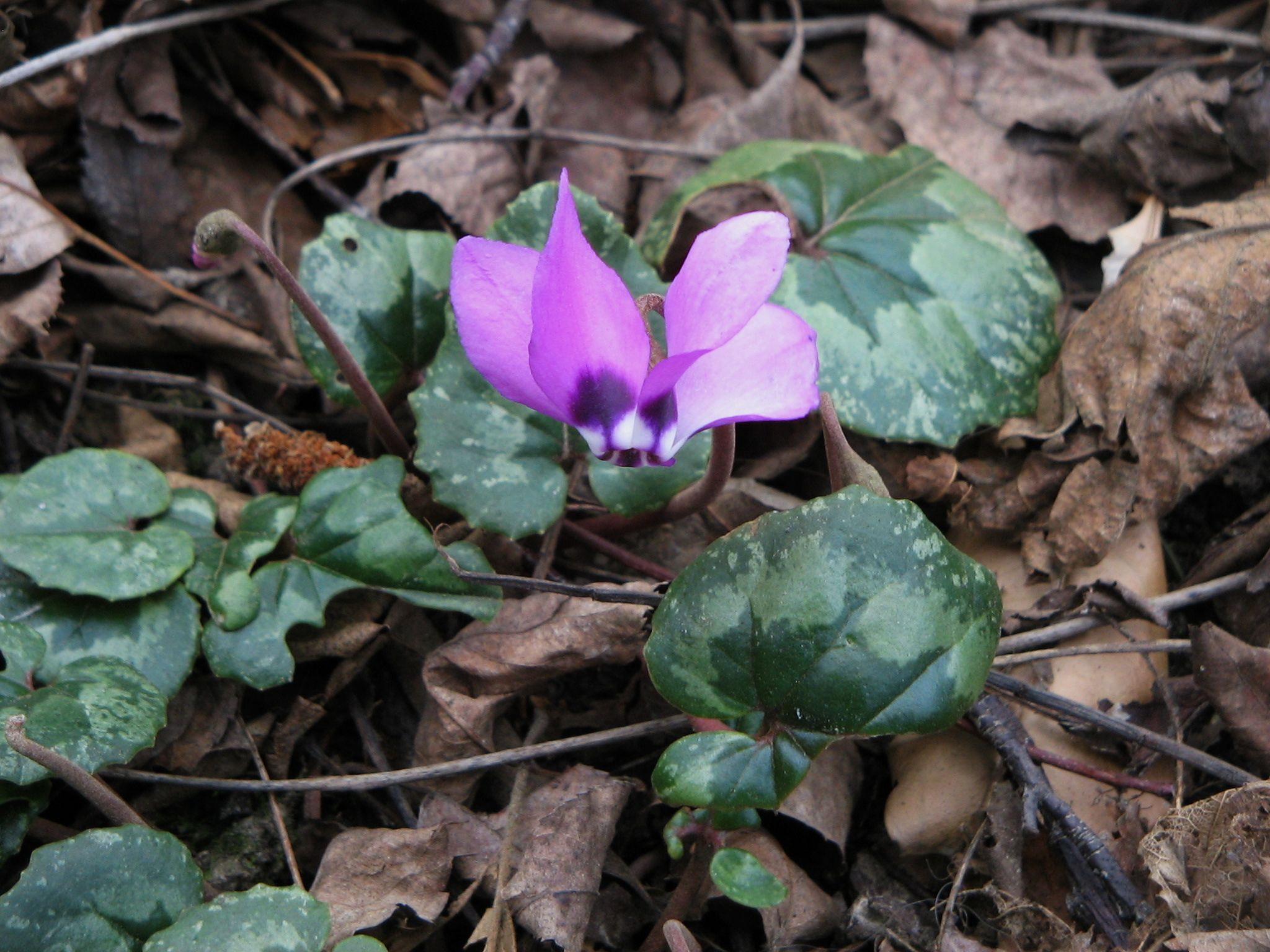
Cyclamen pseudibericum
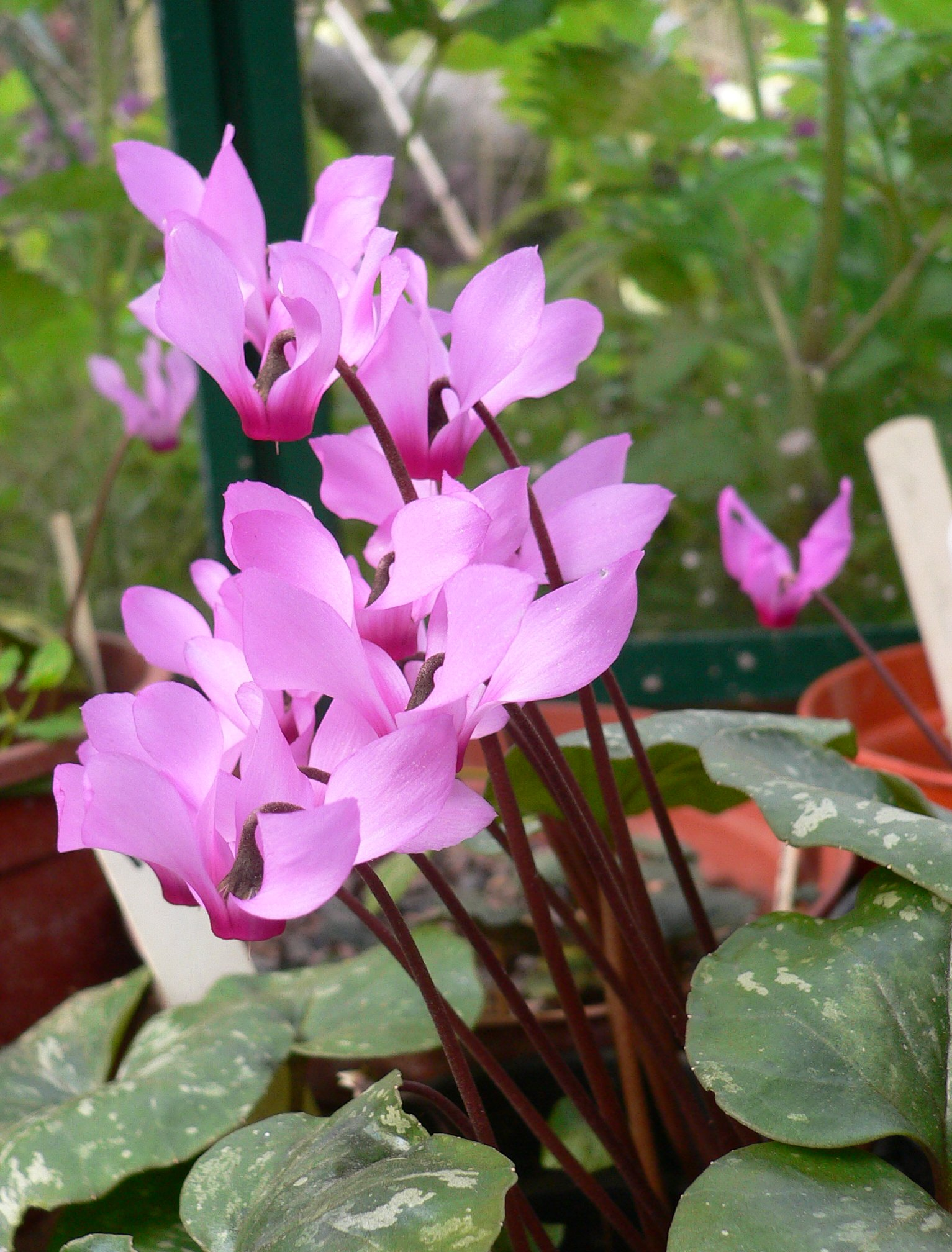
Cyclamen rhodium
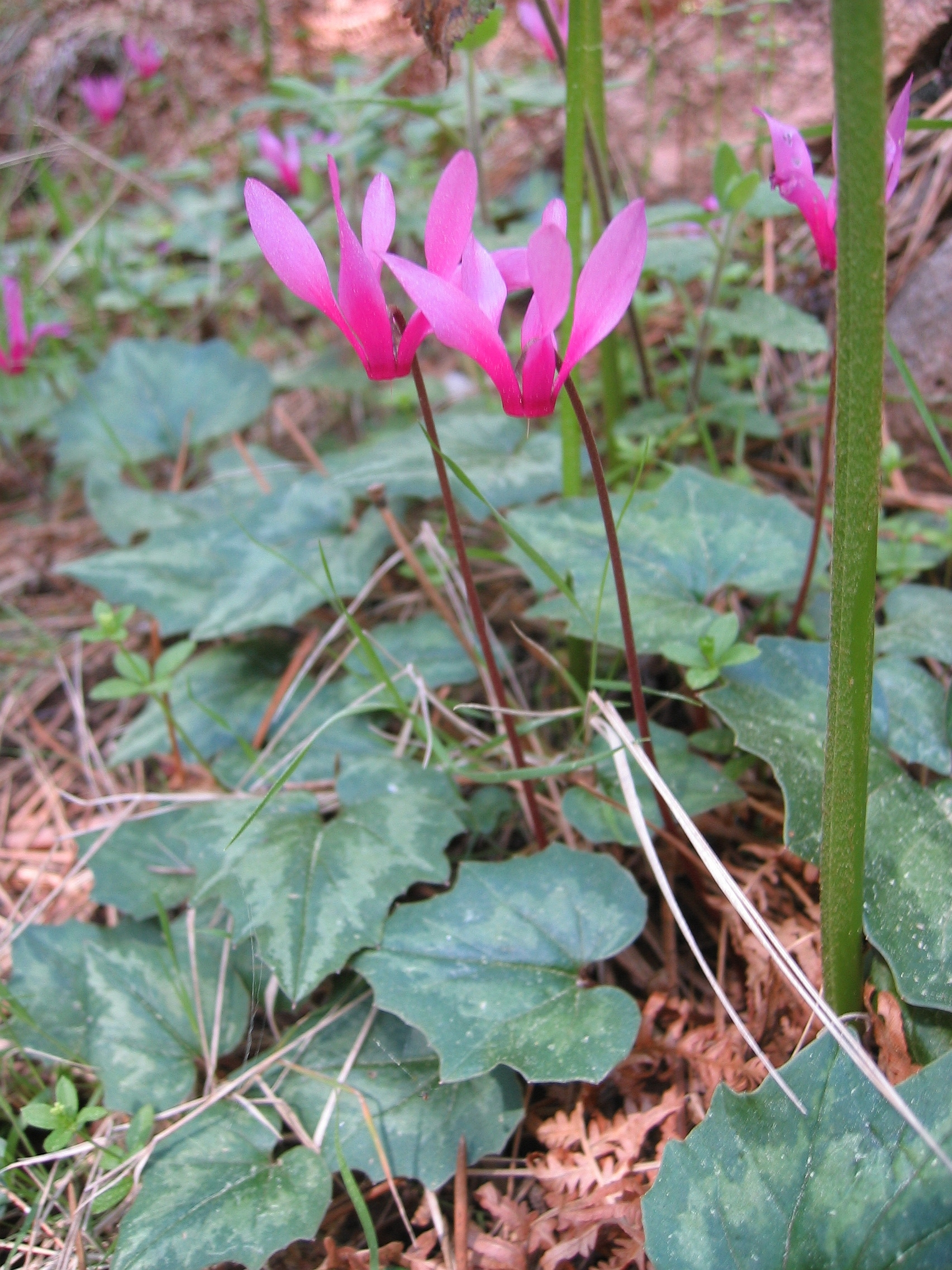
Cyclamen repandum

## تابستان و پاییز

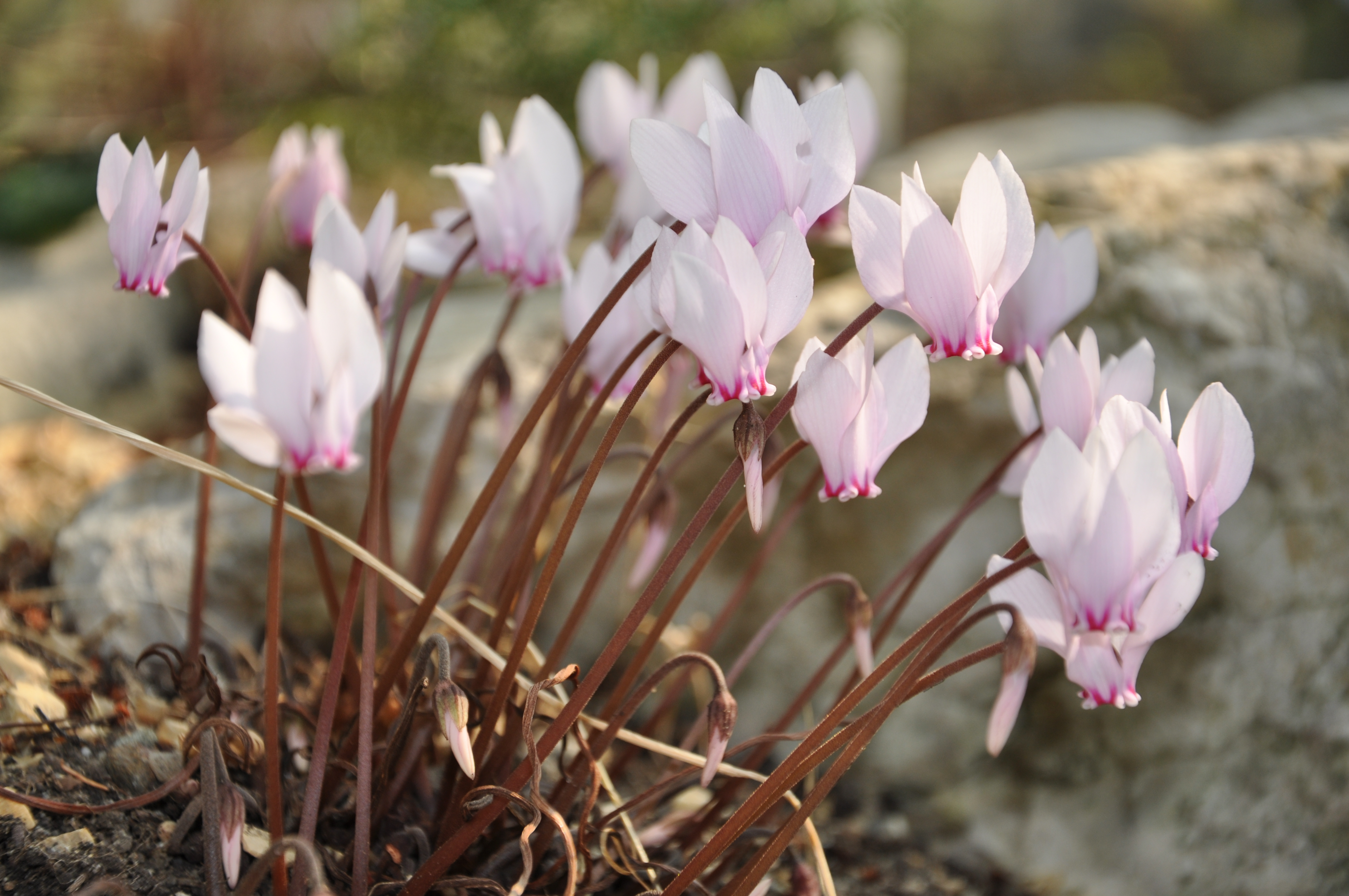
Cyclamen africanum
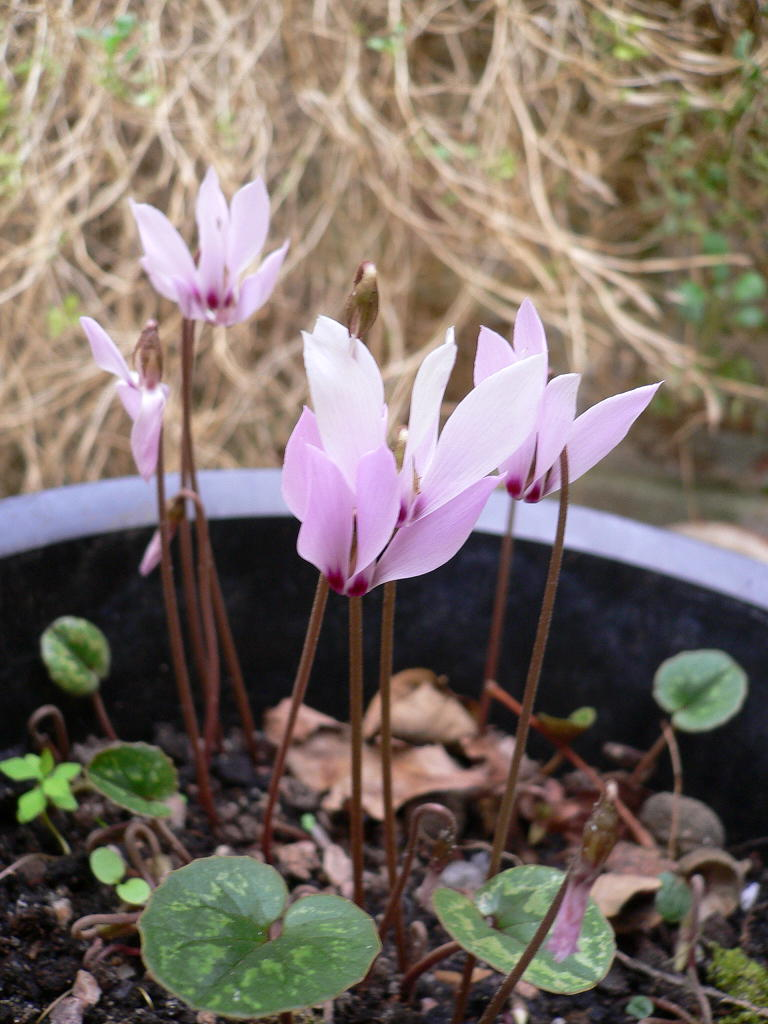
Cyclamen cilicium
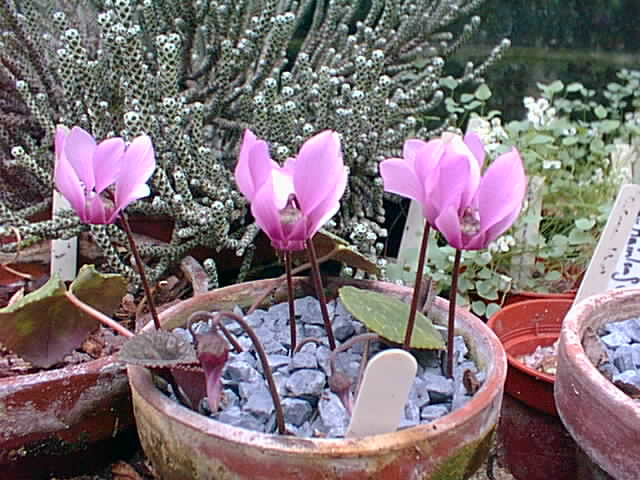
Cyclamen colchicum
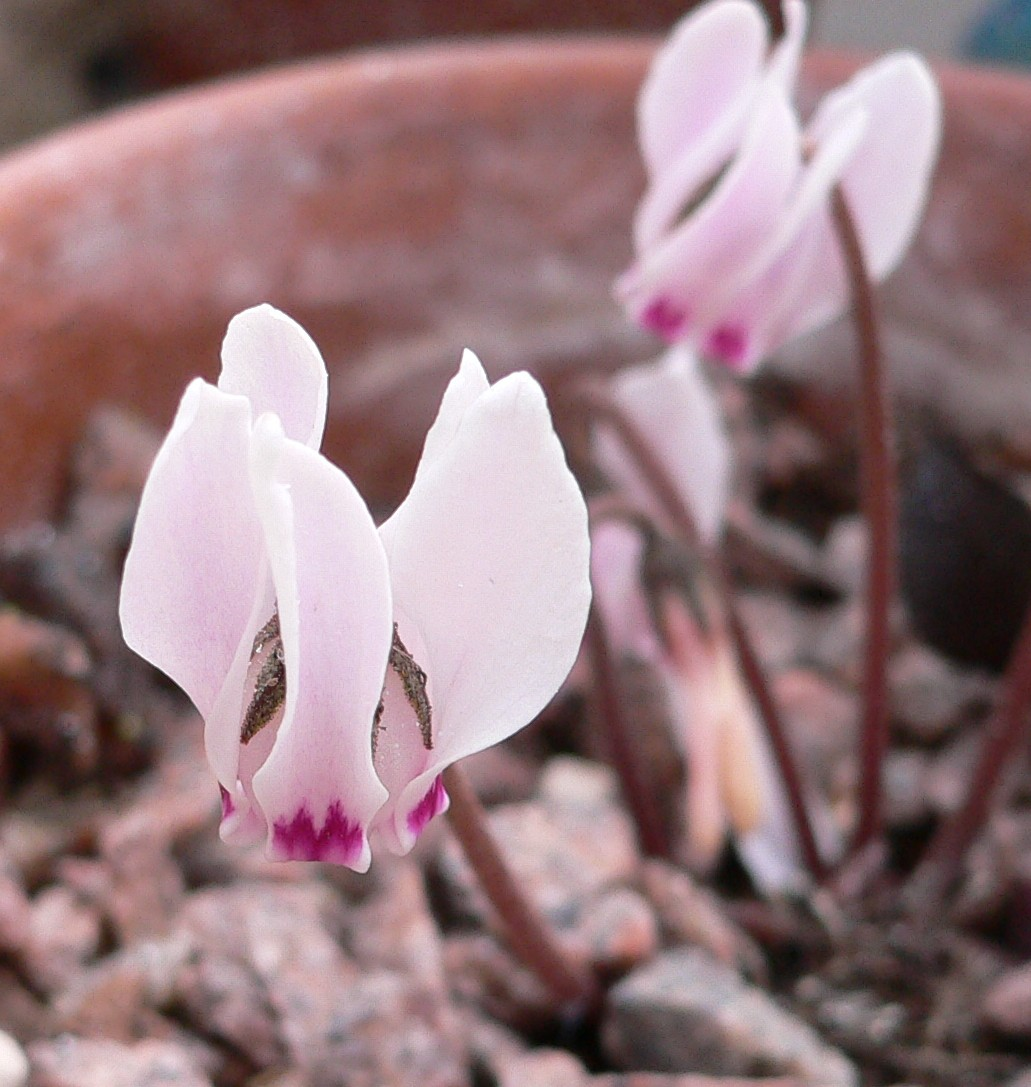
نگون‌سار قبرسی
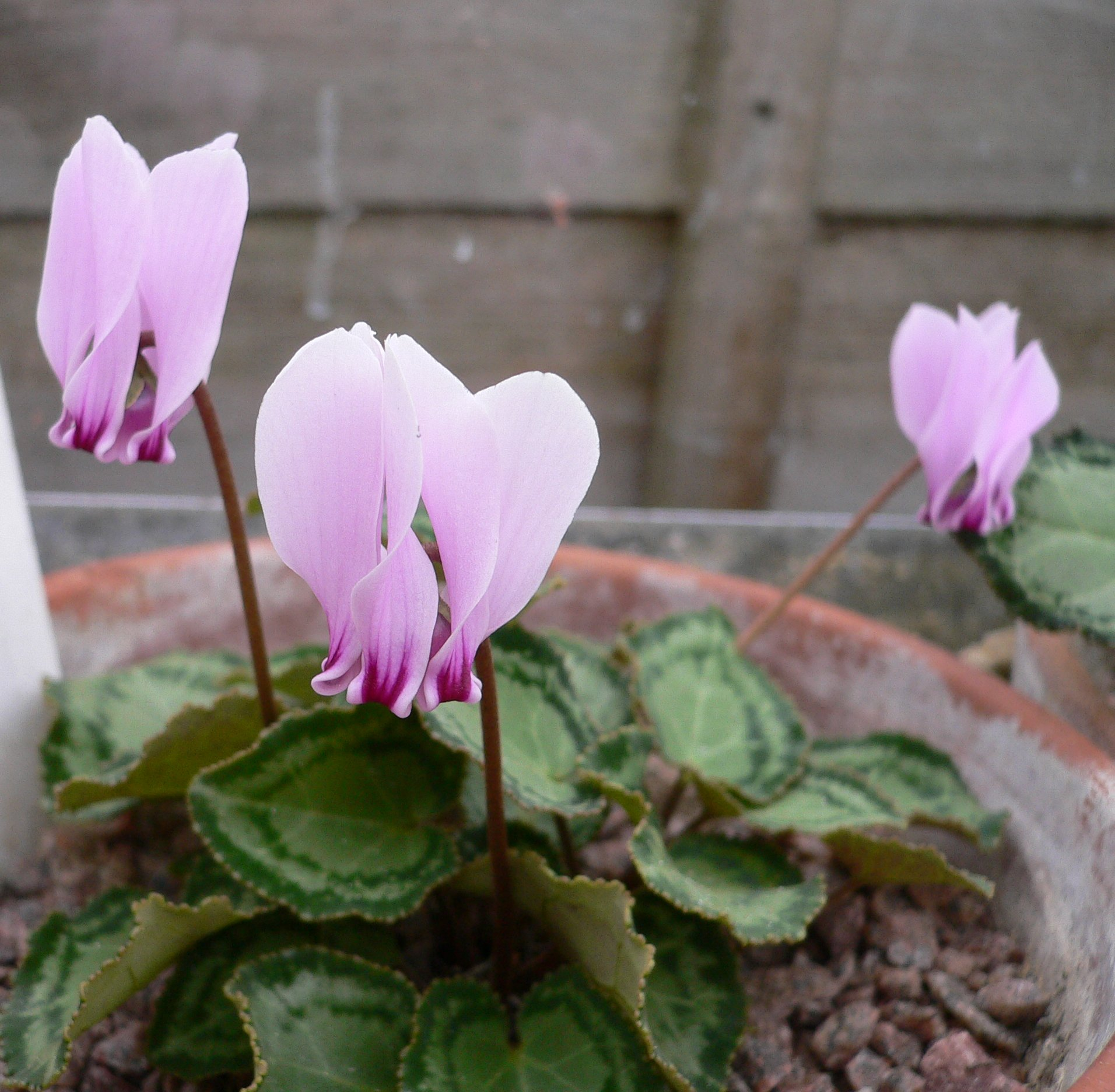
Cyclamen graecum
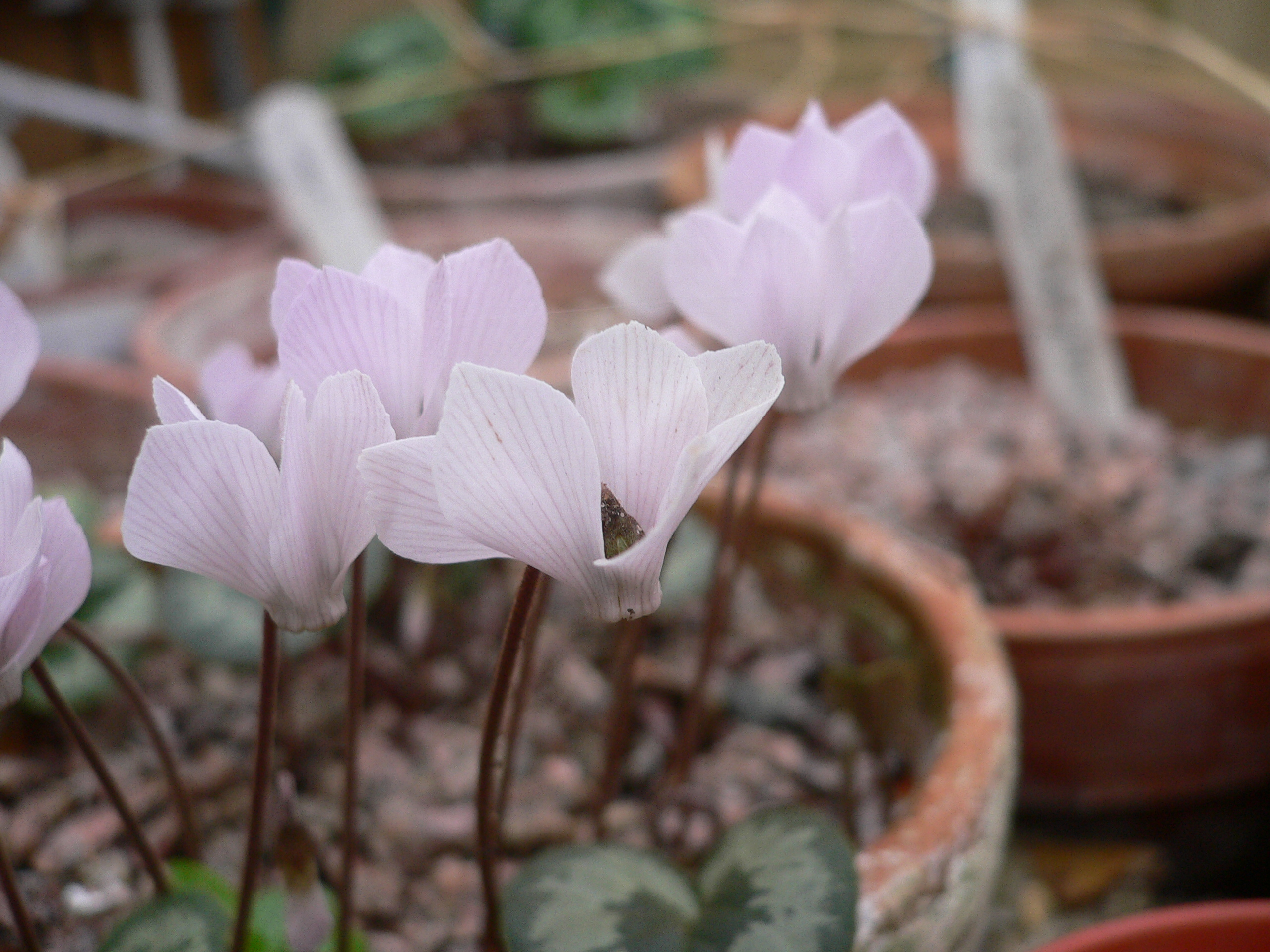
Cyclamen intaminatum
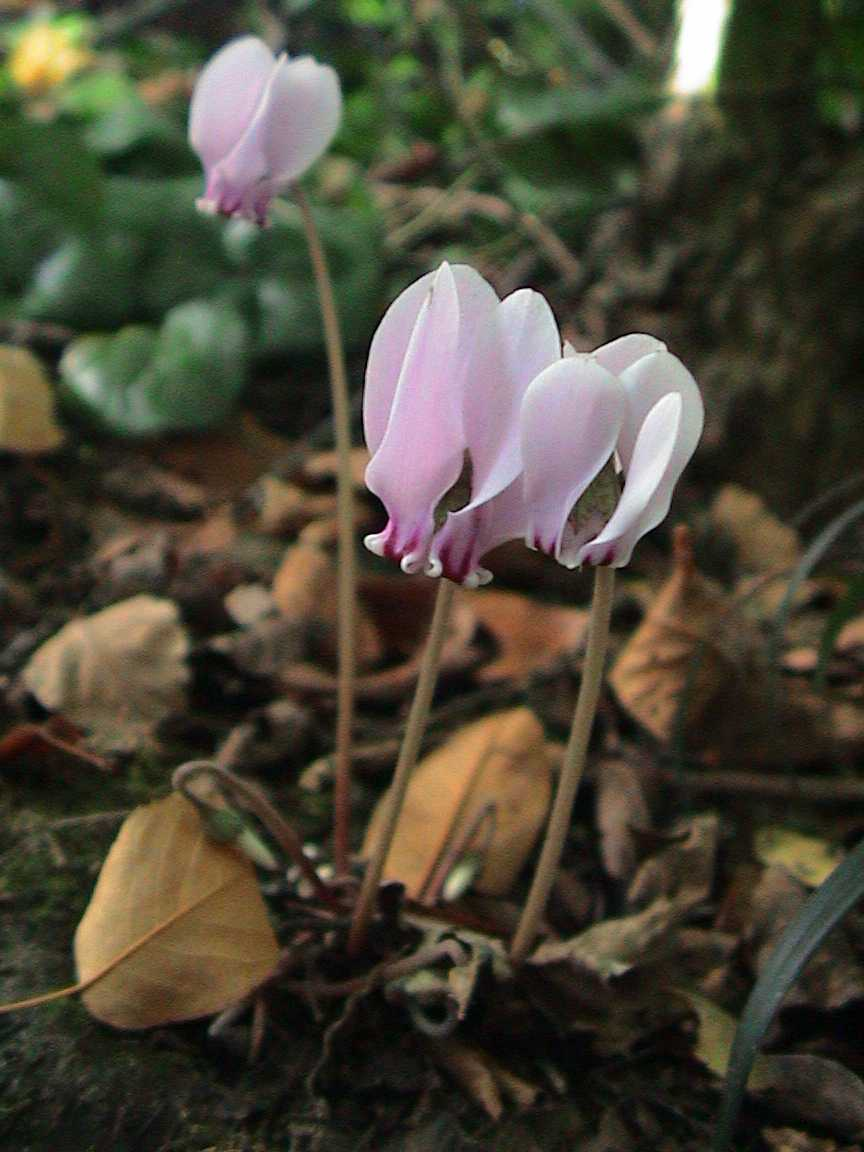
نگون‌سار برگ پیچکی
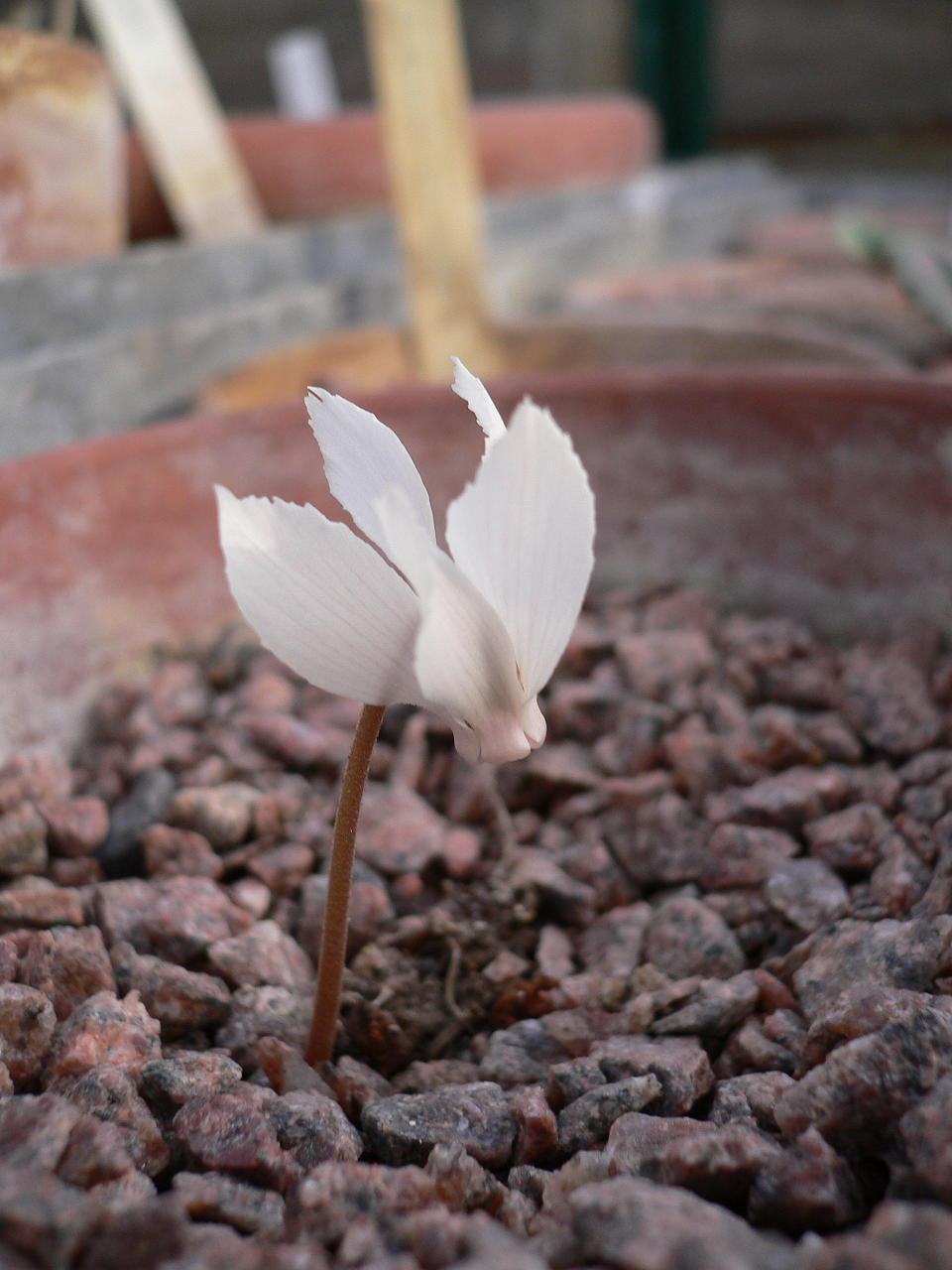
Cylamen mirabile
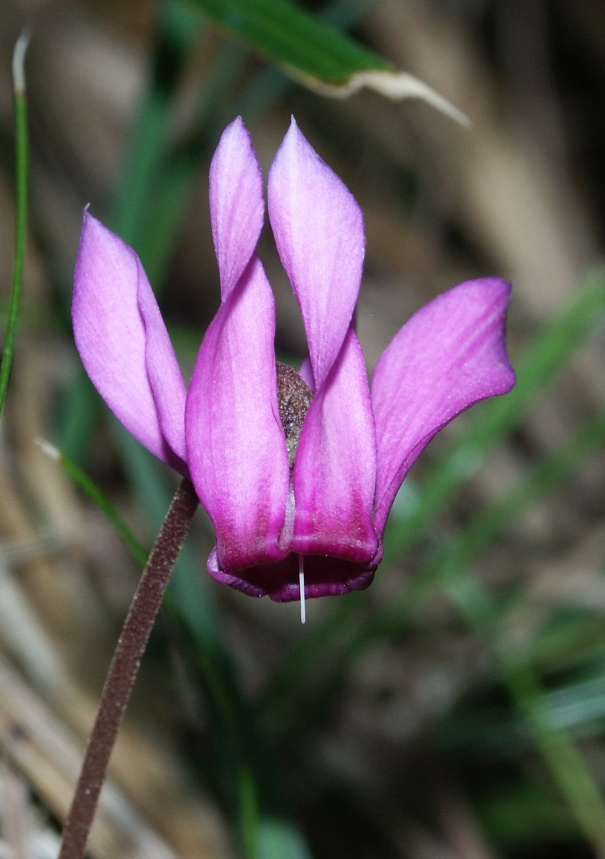
Cyclamen purpurascens
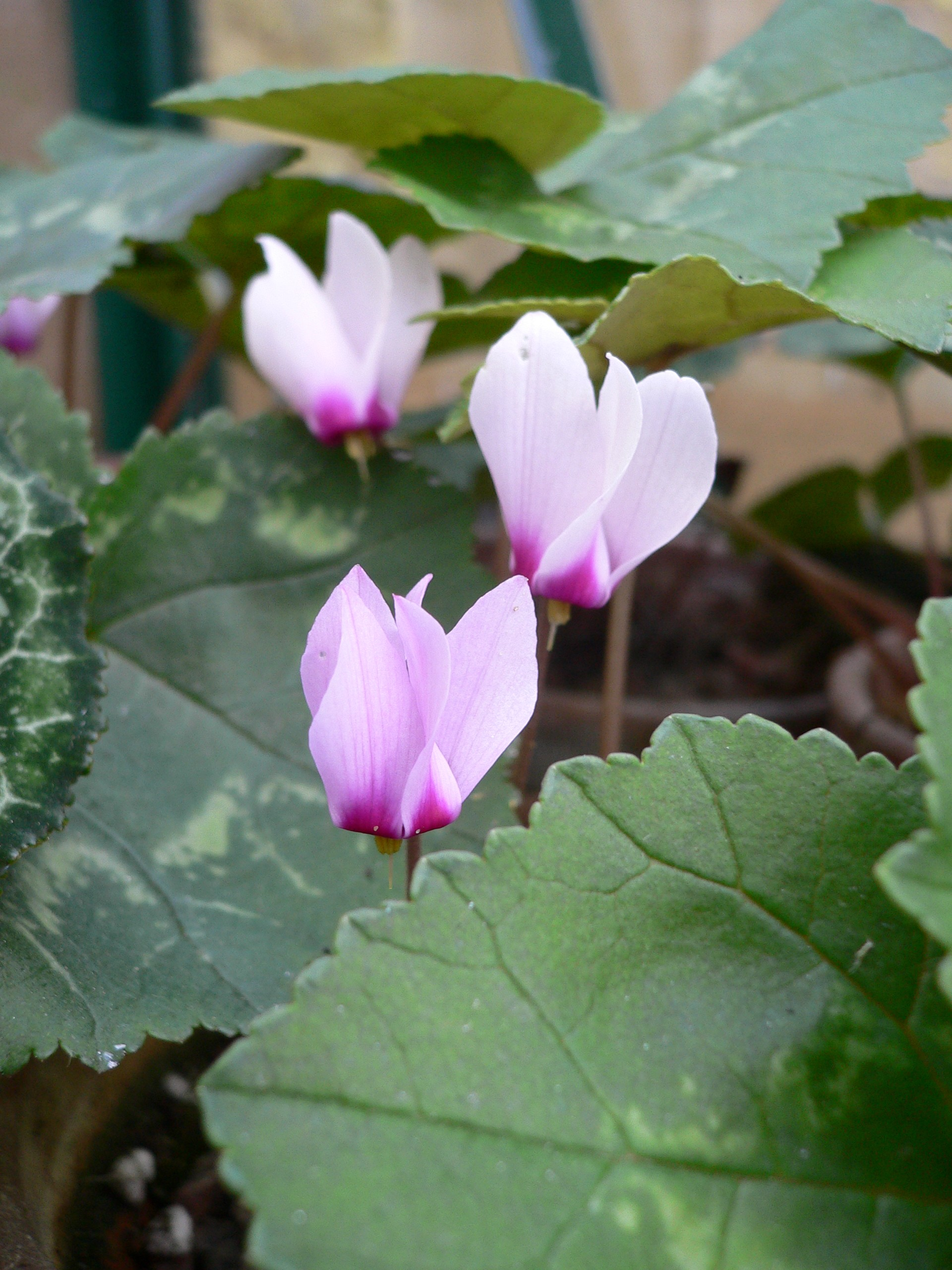
Cyclamen rohlfsianum